# Kevin Kuske
Kevin Kuske (* 4. ledna 1979 Postupim) je bývalý německý bobista. Narodil se v NDR, reprezentoval již sjednocené Německo. Je držitelem čtyř zlatých olympijských medailí, dvou ze čtyřbobu (Salt Lake City 2002, Turín 2006) a dvou z dvoubobu (Turín 2006, Vancouver 2010). Krom toho má dvě olympijská stříbra ze čtyřbobu, z Vancouveru a z Pchjongčchangu 2018. Tato bilance z něj činí nejúspěšnějšího bobistu olympijské historie. Je též sedminásobným mistrem světa a pětinásobným mistrem Evropy. Patřil k nejrychlejším brzdařům historie. V roce 2013 čelil obvinění ze stalkingu a vyhrožování.